# TestFlight
TestFlight è un'applicazione sviluppata dalla Apple Inc. per il sistema operativo iOS tramite la quale è possibile installare e testare applicazioni tramite OTA ancora in versione beta. Gli sviluppatori possono distribuire le loro applicazioni a un numero ristretto o tutti i beta tester, i quali, a loro volta, possono inviare un feedback direttamente agli sviluppatori.
Inizialmente, TestFlight era compatibile sia con le applicazioni iOS che con quelle Android, ma da marzo 2014, Apple ha rimosso il supporto per Android. A partire dal 2015, le applicazioni su TestFlight devono essere pubblicate attraverso Xcode e i tester devono essere invitati attraverso iTunes Connect. Dopo l'invito, fino a 25 tester interni (con un massimo di 10 dispositivi ciascuno) e 2.000 esterni possono scaricare e testare l'applicazione. L'applicazione per iOS invia una notifica ai tester quando una nuova versione è disponibile con scritte le funzionalità da testare e attiva l'invio di feedback.

## Storia
TestFlight è stata creata da Benjamin Satterfield e Trystan Kosmynka il 23 dicembre 2010 ed era stata sviluppata come una piattaforma per testare le applicazioni di Android e iOS. È stata acquistata da Burstly nel marzo del 2012 e quindi lanciò TestFlight Live.
Nel 2011, Burstly guadagnò $ 7,3 milioni da Upfront Ventures, Rincon Venture Partners, Softbank Capital e altri ancora. Apple acquistò Burstly nel febbraio del 2014 e cessò il supporto per Android nel marzo del 2014.

## Funzionalità
TestFlight, appena aperta, mostra la lista delle applicazioni alle quali l'utente offre supporto di beta tester. Cliccando su un'applicazione è possibile scaricare l'aggiornamento beta oppure, cliccando su Stop Testing, è possibile smettere di seguire gli aggiornamenti beta dell'applicazione. Più in basso è presente anche il bottone Redeem, offre la possibilità di inserire un codice univoco per entrare a far parte dei beta tester di una determinata applicazione.